# استیبالیس اورسولا سولاگورن
اِستیبالیس اورِسولا سولاگورِن (باسکی: Estibaliz Urresola Solaguren؛ زادهٔ ۴ آوریل ۱۹۸۴) کارگردان، تدوین‌گر، فیلم‌نامه‌نویس و تهیه‌کننده اهل اسپانیا است. وی دانش‌آموختهٔ رشتهٔ ارتباطات سمعی-بصری از دانشگاه اقلیم باسک و تدوین‌گری فیلم از مدرسهٔ بین‌المللی سینما و تلویزیون است و از سال ۲۰۱۱ میلادی تاکنون مشغول فعالیت بوده است.

## جوایز
- ۲۰۱۶ - جایزه جایزه طلایی بهترین فیلم مستند در جشنواره بین‌المللی فیلم سن سباستین[۵]
- ۲۰۲۲ - نشان زرین هفته بین‌المللی منتقدان[۶]
- ۲۰۲۲ - جایزهٔ بزرگ جشنواره فیلم‌های مدیترانه مونپلیه[۷]
- ۲۰۲۲ - جایزهٔ بهترین فیلم کوتاه جشنواره فورکه[۸]
- ۲۰۲۲ - جایزهٔ بهترین فیلم داستانی «جشنوارهٔ کورتاس ویلا دِ کنده»[۹]
- ۲۰۲۲ - جایزه سیگنیس برای بهترین فیلم کوتاه داستانی در جشنوارهٔ بین‌المللی فیلم گواناخوانتو[۱۰]
- ۲۰۲۳ - جایزه انجمن صنفی سینماهای خانه هنر آلمان در هفتاد و سومین جشنواره بین‌المللی فیلم برلین[۱۱]
- ۲۰۲۳ - جایزه هیئت داوران برلینر مورگنپست در هفتاد و سومین جشنواره بین‌المللی فیلم برلین
- ۲۰۲۳ - نشان زرین بهترین فیلم اسپانیایی در جشنواره فیلم‌های اسپانیایی مالاگا[۱۲]
- ۲۰۲۳ - جایزه بزرگ هیئت داوران در جشنواره بین‌المللی فیلم سیاتل[۱۳]
- ۲۰۲۳ - جایزهٔ بهترین فیلم اول جشنواره بین‌المللی فیلم گوادالاخارا[۱۴]
- ۲۰۲۳ - جایزهٔ بهترین کارگردانی جشنواره بین‌المللی فیلم گوادالاخارا